# 雅乐

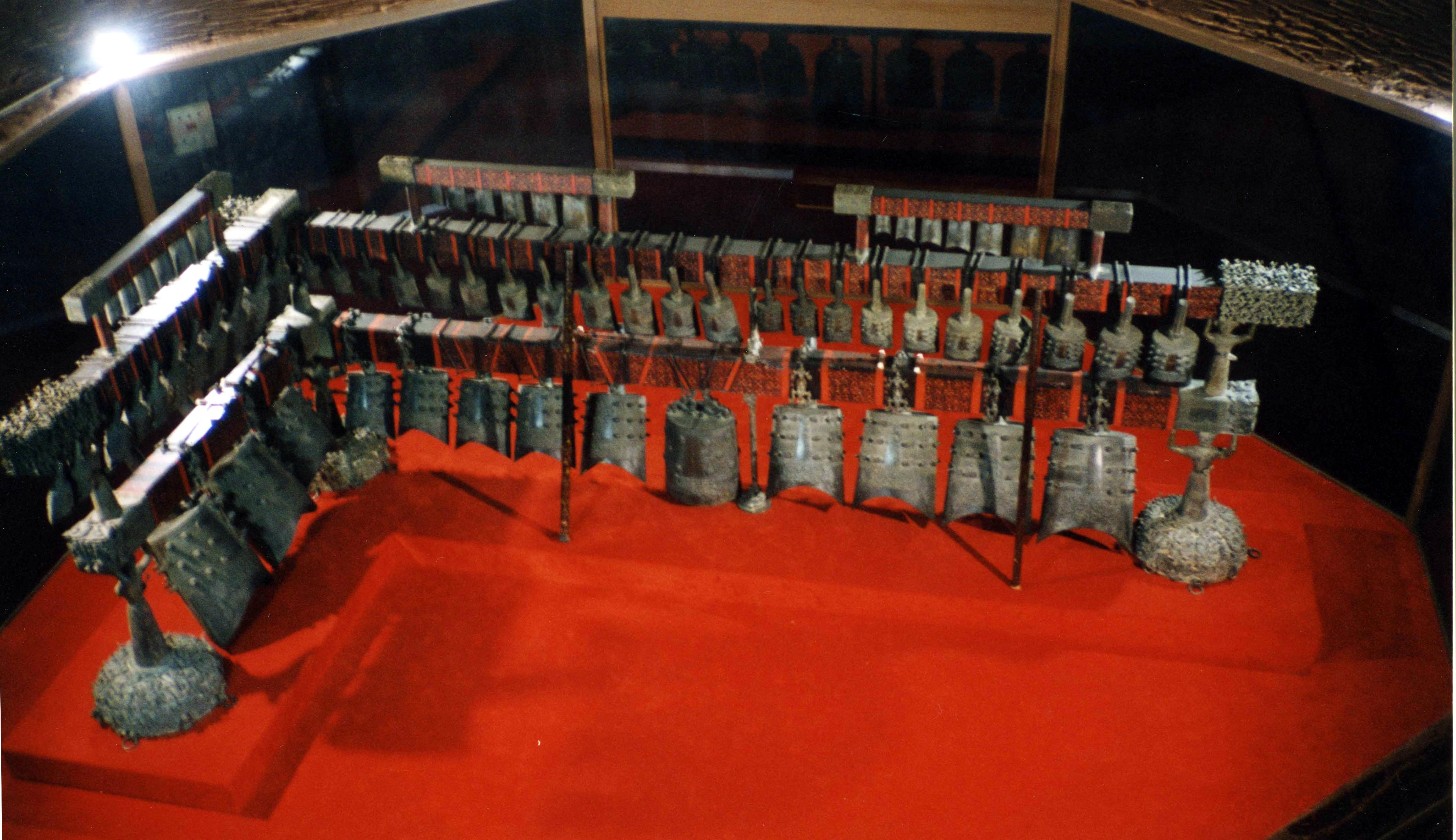
曾侯乙墓出土的編鐘

雅乐是儒家六藝之一，雅樂作為「正樂」需雅化或改造各地俗樂，去繁聲存骨幹以易統一風格來用作周朝宗廟祭獻和朝廷的使用。
相對於雅樂的正，鄭國音樂的「鄭聲」具有負面價值意義，朱熹認識到《詩經》有「雅鄭邪正」之別。
近代亞洲各國積極從事雅樂復興，包括日本本土、日本冲绳、韓國、越南，中華人民共和國也由杭州師範大學音樂學院在2009年開始現代雅樂復興計畫。中華民國1966年起的中華文化復興運動採用明制來復原明朝孔廟雅樂，而台灣雅樂在清治時代及日治時代則以清制孔廟雅樂為主。在樂器復原的過程中，台南孔子廟的雅樂十三音、河北的南音會和琉球御座樂都有相似之處。

## 各地雅樂
儒家经学和二十四史《礼乐志》是研究雅乐的基础。雅乐一直是汉文化圈礼乐文化的重要组成部分。

### 中國雅乐

#### 周代雅乐
周代雅乐建立與商、周王朝更替与商、周文化差异相關，相對於雅槳的“郑卫之音”可视为后世“俗乐”代名词，亦是后世戏曲源头之一。

#### 中華人民共和國
文化大革命期間，象徵著封建迷信的雅乐遭到批判，中止了相關音樂的發展。
杭州師範大學音樂學院在2009年開始現代雅樂復興計畫。中國音樂學院則在2011年成立“雅乐研究中心”，由客座主任周纯一和副主任杨春薇負責，同時舉辦“雅乐国际学术研讨会”，其雅乐团曾多次演出。
自先秦至宋元，雅乐历代相延不断，明朝之初，把雅乐加以改组，并命名为“中和韶乐”，清朝沿用。中和韶乐在清代乐制中的规格最高，被儒家看成是教化、统治人的工具，因而成为历代统治者推崇备至的宫廷雅乐。中和韶乐主要用于郊庙祭祀和朝会典礼。演奏乐器包括：鎛钟、特磬、编钟、编磬、建鼓、篪、排箫、埙、箫、笛、琴、瑟、笙、搏拊、柷、敔、麾等，全部乐器使用材料包括金、石、土、革、丝、木、匏、竹，即八音俱全，符合古代儒家“大乐与天地同和”的礼乐思想。 　　　　　　　　　　　　　　
早在上世纪80年代，北京天坛公园便开始着手发掘、整理、研究皇家祭祀礼乐--中和韶乐，即明代年间整理的前朝雅乐合集。关于明清帝王祭天乐舞的古籍、资料，特别是曲谱，明代文献资料记载甚少，而清代乾隆时期则有较为详细的记录，比如《律吕正义后编》等。此外，《律吕正义后编》记载的乐谱分为不同门别类，类似于交响乐里的分谱，比如，笙、笛、箫、埙使用“工尺谱”，而琴瑟用“减字谱”，钟、磬则使用“律吕谱”。把这些分谱汇编到一起，就有了总谱，便可复原古代宫廷雅乐。另外，舞蹈也有舞谱，今人"按图索骥"就能了解清代的祭祀舞蹈。
2006年1月23日，农历正月初一，一支由神乐署队年轻讲解员组成的表演队，开始正式向游人展示中和韶乐，上午3场，下午3场。千年雅乐，沉寂百余年之后，在明清时期专门用来排演中和韶乐的凝禧殿再度鸣响。
2014年，中法建交50周年时，天坛公园神乐署的成员应法国丽芙城堡的邀请，赴法国进行文化交流一周。其间，天坛神乐署雅乐团演出了四场“天坛神乐之旅--中国宫廷音乐会”，曲目均依据史料记载恢复而成。这是被历代尊崇为"华夏正声"的中国雅乐首次走出国门。
中和韶乐作为中华礼乐文化的重要标志，被誉为“华夏正声”，多年来，天坛公园一直坚持研究探索，希望研究出更多新的“老曲目”，让观众更加了解天坛神乐署的历史文化和中国数千年的礼乐文化，更好地宣传优秀传统文化。

#### 中華民國
1966年中華民國由官方發起的中華文化復興運動，包括對孔廟雅樂的製作與研究，採用古制並禁止琵琶、胡琴參與祭樂。
官方動員創制出來的現代仿古新制禮樂，於臺北孔廟試行後，逐漸往台灣各地孔廟的祭孔推行，唯臺南孔廟仍承清朝之制，未使用臺北的近於明制，形成臺灣祀孔禮樂文化圈「南清、北明」之特色。

### 朝鲜雅乐
朝鮮雅樂最初于1116年经由中国宋朝皇帝宋徽宗赠与的乐器以及中國雅樂樂譜引入高麗王朝，一度十分流行，起初有不少于456种不同曲调。在1430年朝鮮王朝初期，基于旧曲调的重整，它再度复兴。現時主要於祭孔和宗廟祭禮中演奏。

### 日本雅乐
日本雅乐（日语：／ Gagaku）經由絲路从中国、朝鲜、印度及越南传入。大宝元年（701年）设立雅乐寮，作为培养雅乐人才的基地。雅乐是中文“雅曲正舞”、“雅正之乐”的意思。如同朝鲜一样，它根据儒教的礼乐思想编制而成，在中国为祭祀宗庙之乐。但是日本的雅乐却与中国的雅乐有所不同。日本朝廷的雅乐在應仁（応仁）之亂中曾面臨失传危機，但是奈良的南都樂府及大阪的四天王寺所屬雅樂樂師因與首都的京都有段距離的關係免於斷絕的危機，现在的日本雅乐多是江户时代由织田信长与德川幕府复原再兴之作。
仁明天皇时，日本人将雅乐重新编入左（唐乐、林邑乐及部分由印度传入的乐）、右（高丽乐等由朝鲜传入的乐）两部。演奏雅乐者多为近卫府武官。

### 琉球雅樂
琉球王國時代，曾有中國曲風於其宮廷風行，專為琉球國王、中國冊封使、幕府將軍和薩摩藩主等所演奏，叫做「御座樂」（うざがく)，其中「御」是尊敬語，因為坐著演奏稱為御座樂。琉球雅樂是琉球宮廷音樂的一類，分為御座樂和路次樂。

### 越南雅樂
越南雅樂，是越南宫廷所奏的雅乐，又名林邑樂。其中阮朝的雅樂已經以順化宮廷雅樂之名列入2003年第二批聯合國人类非物质文化遗产代表作裡。

### 臺灣雅樂
日治時期台灣音樂中的雅樂包含孔子廟音樂、十三腔。
臺灣方面，溯承北宋的宮廷雅樂「大晟樂」與府城的「雅樂十三音」。宋徽宗將此套宮廷雅樂樂譜贈予高麗王朝。南華大學、國立台南藝術大學與全台各地的釋奠司禮團體等，為目前雅樂主要傳承單位。南華大學民族音樂學系的南華雅樂團所演奏的雅樂以「大晟樂」為基礎。加上系主任周純一與中國古樂專家的蒐集、考證，從上古的巫儺樂舞到明萬曆的十番鑼鼓，都已經考證得十分純熟。甚至其中以編鐘演奏的「歌鐘鳴舞」。
目前臺南孔子廟每年的釋奠典禮便是採取「雅樂十三音」與「大成樂章」演奏。